# Ceropegia yemenensis
Ceropegia yemenensis là một loài thực vật có hoa trong họ La bố ma. Loài này được Meve & Mangelsdorff mô tả khoa học đầu tiên năm 2001.